# Hiraizumi (Iwate)

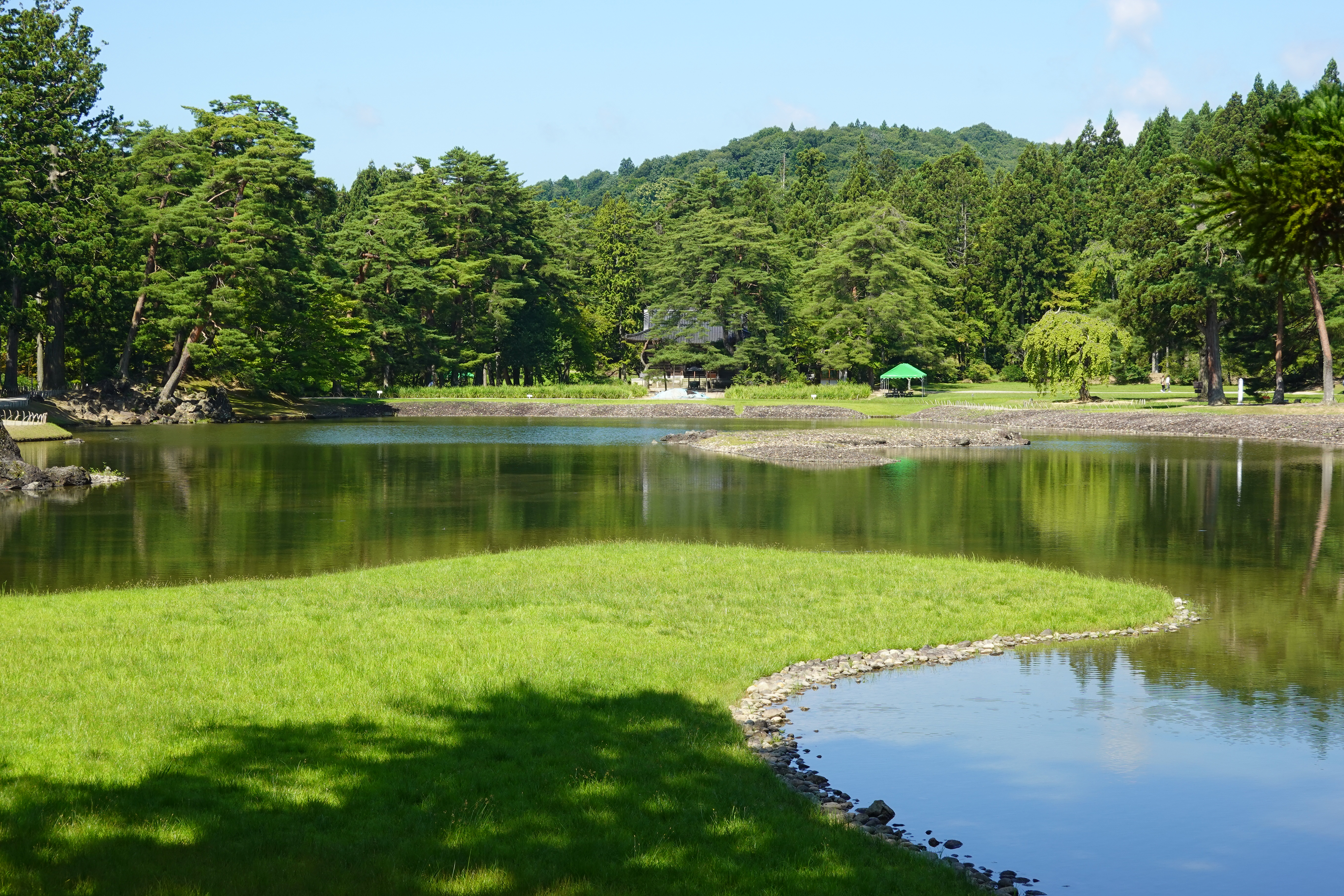
Zahrada zpodobňující Čistou zemi u chrámu Mócúdži

Hiraizumi (japonsky 平泉町, Hiraizumičó) je město v jihozápadní části prefektury Iwate v Japonsku. Je známé svými historickými památkami, jež byly v roce 2011 zapsány do Seznamu světového dědictví organizace UNESCO.
K 30. dubnu 2020 zde žilo 7408 obyvatel ve 2616 domácnostech, což při rozloze 63,39 km2 dává hustotu 120 obyvatel na km2.

## Geografie
Hiraizumi je rozlohou nejmenší obec v prefektuře Iwate. Rozkládá se v kotlině na jihozápadě prefektury, která je jednou ze šesti prefektur oblasti Tóhoku na severu ostrova Honšú, a je obklopeno pohořím Kitakami.

## Historie

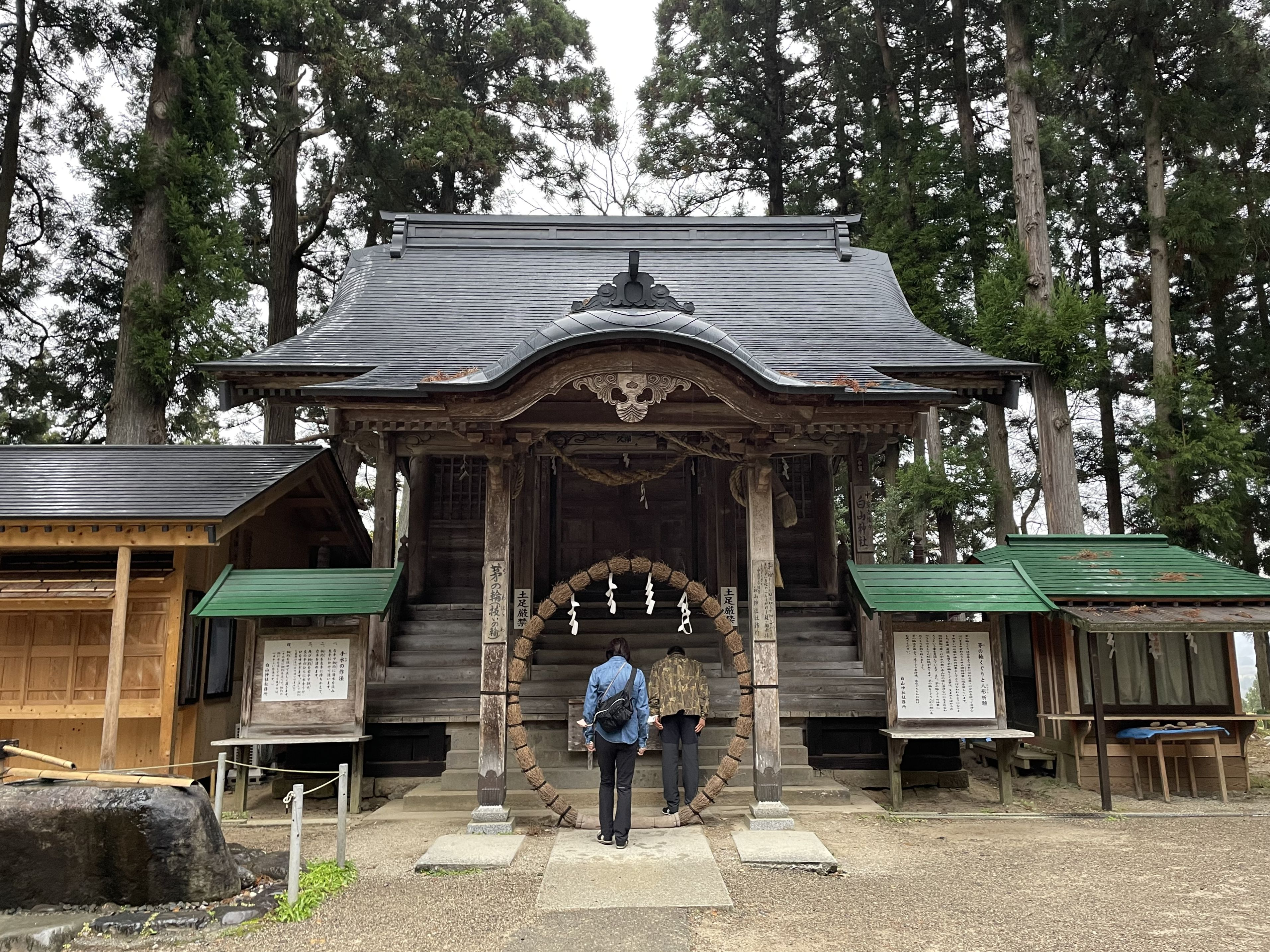
Svatyně Hakusan

Oblast dnešního města Hiraizumi byla součástí starověké provincie Mucu. Na konci období Heian ve 12. století sídlil v Hiraizumi mocný rod Severních Fudžiwarů, zvaný také Fudžiwarové z Óšú (奥州藤原氏, Óšú Fudžiwaraši), který nebyl v příbuzenském vztahu s kjótskými Fudžiwary. Za vlády tohoto rodu, jež trvala asi 100 let, bylo Hiraizumi prakticky hlavním městem oblasti Óšú (Tóhoku), která zahrnovala téměř třetinu rozlohy pevninského Japonska. V době největšího rozkvětu města zde žilo mezi 50 000 až 100 000 obyvatel. Svou velikostí a nádherou soupeřilo Hiraizumi s Kjótem.
První stavbou ve městě byla zřejmě šintoistická svatyně Hakusan na hoře Kanzan, jež byla až do reforem Meidži, kdy došlo k oddělení šintoismu od buddhismu, součástí tamějšího buddhistického chrámu Čúsondži. Spisovatel, který v roce 1334 svatyni navštívil, zaznamenal, že v té době byla již 700 let stará.  
Někdy mezi roky 1090–1100 přemístil Kijohira Fudžiwara (1056–1128) svůj domov z pevnosti Toyoda ve městě Esaši (dnes část města Óšú v prefektuře Iwate) na horu Kanzan v Hiraizumi. Toto místo bylo významné hned z několika důvodů. Hora Kanzan se nachází na soutoku řek Kitakami a Koromo, přičemž řeka Koromo tradičně tvořila hranici mezi říší Jamato neboli Japonskem na jihu a oblastí obývanou národy Emiši a Ainu na severu. Tím, že si zbudoval svůj domov na jih od řeky Koromo, dal Kijohira Fudžiwara (sám po matce napůl Emiš) najevo svůj záměr vládnout oblasti Óšú bez oficiálního souhlasu císařského dvora v Kjótu. Hora Kanzan se rovněž nacházela přímo na trase Óšú-kaidó, jedné z pěti cest do Eda, která spojovala Edo s provincií Mucu. A do třetice byla hora Kanzan považována za přesný střed oblasti Óšú rozkládající se od takzvané Širakawské bariéry na jihu až po dnešní město Sotogahama v prefektuře Aomori.
Kijohira Fudžiwara nechal podstatně rozšířit chrám Čúsondži založený v roce 850. Jako první vyrostla na samém vrcholu hory velká pagoda. Záhy následovaly další pagody, chrámy a zahrady včetně Zlaté síně Kondžikidó, jež měla představovat buddhistickou Čistou zemi a místo posledního odpočinku vůdců Severních Fudžiwarů. Kijohira Fudžiwara nechal rovněž podél cesty Óšú-kaidó rozmístit malé deštníkové relikviáře (kasa sotoba) se zlatem malovanými obrazy buddhy Amidy (阿弥陀如来), který je v chrámu hlavním objektem uctívání. 
Zlatý věk Hiraizumi trval téměř 100 let. Avšak v roce 1189 použil Jasuhira Fudžiwara při ústupu z města v rámci bitvy o Óšú, jež znamenala konec rodu Severních Fudžiwarů, taktiku spálené země a zanechal za sebou Hiraizumi v plamenech. Většina budov, které daly městu jeho kulturní význam, byla zničena, načež  se město propadlo do relativního zapomnění.
Moderní obec Hiraizumi vznikla 1. dubna 1889 v rámci reforem Meidži, kdy byl vytvořen systém obcí. Na město bylo Hiraizumi povýšeno 1. října 1953, načež k němu byla 15. dubna 1955 připojena sousední vesnice Nagašima. Avšak již 1. září 1956 a poté opět 1. května 1964 ztratilo město část svého území ve prospěch města Ičinoseki.

## Památky
V roce 2011 byly některé památky v Hiraizumi zapsány na Seznam světového dědictví UNESCO pod společným označením Hiraizumi – chrámy, zahrady a vykopávky reprezentující buddhistickou Čistou zemi. Mezi tyto památky patří:
- chrám Čúsondži
- chrám Mócúdži
- ruiny chrámu Kandžizaióin
- ruiny chrámu Murjókóin
- hora Kinkei
- chrám Takkoku-no-Iwaya